# Jeremi
Jeremi – oboczna forma imienia Jeremiasz.
Jeremi imieniny obchodzi: 16 lutego, 5 kwietnia, 1 maja, 14 maja, 7 czerwca, 26 czerwca i 15 września. 

## Osoby noszące to imię
- Jaz (Jeremy) Coleman – muzyk
- Jeremy Irons – aktor
- Jeremi Przybora – pisarz polski
- Jeremi Święcki – polski lekarz, radiolog, onkolog
- Jérémy Toulalan – francuski piłkarz
- Jeremi Wiśniowiecki – książę na Wiśniowcu, Łubniach i Chorolu, ojciec króla polskiego Michała Korybuta Wiśniowieckiego
- Jerzy Zborowski ps. „Jeremi” – dowódca batalionu Parasol
- Jeremy Clarkson – angielski dziennikarz motoryzacyjny
- Jeremy Corbyn – brytyjski polityk, lider Partii Pracy
- Jeremy Ferguson – skrzypek i gitarzysta w zespole Black Veil Brides